# Alessandro Durante
Alessandro Durante (Palermo, 25 de abril de 1992) es un deportista italiano que compite en remo. Ganó una medalla de oro en el Campeonato Mundial de Remo de 2022, en la prueba de dos sin timonel ligero.

## Palmarés internacional
| Campeonato Mundial | Campeonato Mundial       | Campeonato Mundial | Campeonato Mundial     |
| Año                | Lugar                    | Medalla            | Prueba                 |
| ------------------ | ------------------------ | ------------------ | ---------------------- |
| 2022               | Račice (República Checa) | Medalla de oro     | Dos sin timonel ligero |